# Judith Djaman Brali
Judith Djaman Brali est une athlète ivoirienne.

## Carrière
Elle remporte la médaille de bronze du relais 4 × 100 mètres aux Jeux africains de 2007 à Alger.